# Luchtvaart in 2011
Deze pagina gaat over het luchtvaartjaar 2011.

## Nederland

### Passagiersaantallen Nederlandse luchthavens
De passagiersaantallen op Nederlandse luchthavens namen in 2011 toe tot 54 miljoen passagiers, verdeeld over de luchthavens: Luchthaven Schiphol, Eindhoven Airport, Rotterdam Airport, Maastricht Aachen Airport en Groningen Airport Eelde. Schiphol was en is veruit de grootste luchthaven van Nederland. Meer dan 92 procent van de vliegtuigpassagiers reisde in 2011 via deze luchthaven. Het aantal passagiers dat via Eindhoven Airport reisde, is tussen 2004 en 2011 vrijwel verviervoudigd, van 700 duizend naar 2,7 miljoen.

## Gebeurtenissen

### Januari
1 januari
- Een Tupolev Tu-154B-2 RA-85588 van Kogalymavia vliegt in brand tijdens het taxiën op Luchthaven Soergoet. De brand kost het leven aan 3 passagiers, 43 andere raken gewond. Het vliegtuig wordt volledig verwoest door de brand.

5 januari
- Een kaper doet een poging om Turkish Airlines vlucht 1754 tussen Luchthaven Oslo Gardermoen en Luchthaven Istanbul Atatürk te kapen. De kaper wordt overmeesterd door enkele passagiers.

9 januari
- Iran Air-vlucht 277 stort neer na het afbreken van de landing op Urmia Airport. 77 van de 106 mensen aan boord van de Boeing 727 komen om, 26 anderen raken gewond.

10 januari
- Een Airbus A320 van Air Asia raakt zwaar beschadigd nadat het toestel langs de landingsbaan van de luchthaven van Kuching terecht komt. Geen van de 129 inzittenden raakt gewond.

 24 januari
- Etihad Airways-vlucht 19 maakt een voorzorgslanding op Londen Stansted nadat een passagier zich misdraagt. De passagier wordt na de landing aangehouden.

### Februari
10 februari
- Een Fairchild Swearingen Metroliner in dienst van Manx2 stort neer tijdens zijn derde poging tot landing op Cork Airport. Zes van de twaalf passagiers komen om, de andere zes raken gewond.

### Maart
5 maart
- Een Antonov An-148 stort bij het maken van een trainingsvlucht neer bij het Russische dorpje Garbuzovo, de zes inzittenden komen om.

9 maart
- Het ruimteveer Discovery landt na 39 missies voor de laatste keer.

11 maart
- Het luchtverkeer in en boven Japan wordt ernstig verstoord door een zeebeving bij Sendai. Luchthaven Sendai wordt overspoeld door een tsunami die voortgebracht wordt door de beving.

### April
1 april
- Er ontstaat een scheur van 1,8 m lang in de romp van een Boeing 737-300 van Southwest Airlines. Dit wordt gevolgd door een explosieve decompressie van de cabine. De piloot slaagt erin om een noodlanding te maken op Yuma International Airport. Geen van de inzittenden raakt gewond.

4 april
- Airzena Airways-vlucht 834 stort neer op Luchthaven N'djili. De vlucht werd uitgevoerd voor de Verenigde Naties met een Bombardier CRJ-100. 32 van de 33 inzittenden komen om.

12 april
- Een Airbus A380 van Air France botst op John F. Kennedy International Airport met een Bombardier CRJ700 van Comair. De Airbus raakt slechts licht beschadigd bij de botsing. De Bombardier raakt zwaarder beschadigd.

21 april
- De Sukhoi Superjet 100 maakt zijn eerste commerciële passagiersvlucht. De eerste vlucht wordt uitgevoerd door Armavia tussen Jerevan en Moskou.

### Mei
13 mei
- De Solar Impulse (HB-SIA) landt op Brussels Airport na het uitvoeren van zijn eerste internationale vlucht. 13 uur eerder was het toestel vertrokken vanuit Zwitserland.

### Juni
20 juni
- RusAir-vlucht 9605 stort neer tijdens het aanvliegen op de luchthaven van Petrozavodsk. 47 van de 52 inzittenden van de Tupolev Tu-134 komen om, de 5 anderen raken gewond.

### Juli
8 juli
- Hewa Bora Airways-vlucht 952 crasht tijdens de landing op Luchthaven Bangoka Internationaal. 74 inzittenden komen om, de andere 44 raken gewond.

20 juli
- American Airlines plaatst de grootste vliegtuigorder ooit. Ze tekent voor 260 toestellen uit de Airbus A320-familie en 200 toestellen uit de Boeing 737-familie.

22 juli
- Het ruimteveer Atlantis keert terug naar de Aarde. Hiermee komt een einde aan het Spaceshuttleprogramma.

### Augustus
30 Augustus
- Boeing kondigt de Boeing 737 MAX aan. De 737 Max is het antwoord van Boeing op de Airbus A320 NEO.

### September
7 september
- Jak-Service-vlucht 9633 uitgevoerd met een Jakovlev Jak-42D stort vlak na het opstijgen vanaf de luchthaven Toenosjna neer. 44 van de 45 inzittenden komen om.

26 september
- De eerste Boeing 787 wordt geleverd aan All Nippon Airways.

### Oktober
12 oktober 
- De eerste Boeing 747-8F wordt twee jaar later dan gepland geleverd aan Cargolux.

26 oktober
- All Nippon Airways voert de eerste commerciële vlucht met een Boeing 787 uit tussen Tokio en Hongkong.
- Na een opeenstapeling van vakbondsacties besluit Qantas om zijn volledige vloot aan de grond te houden.

### November
1 november
- Een Boeing 767-300ER van LOT Polish Airlines maakt een buiklanding op Luchthaven Warschau Frédéric Chopin nadat de piloten op geen enkele manier het landingsgestel uitgeklapt kregen. Geen van de 231 personen aan boord raakt gewond.

13 november
- Emirates bestelt 50 Boeings 777 voor een totaalbedrag van ongeveer 18.000.000.000 dollar en neemt een optie op 20 extra toestellen voor 8.000.000.000 dollar. De bestelling is qua waarde de grootste bestelling die ooit geplaatst is bij Boeing.

13 november
- AMR Corporation, het moederbedrijf van onder andere American Airlines, vraagt het faillissement aan via de zogenaamde ‘Chapter 11′-procedure.

### December
12 december
- Luchtvaartmaatschappij Etihad Airways bestelt bij Boeing 10 stuks Dreamliners en 2 vrachttoestellen van het type Boeing 777

13 december
- Voor een bedrag van 19 miljard dollar gaat Boeing 150 vliegtuigen van het type Boeing 737MAX bouwen voor Southwest Airlines. De eerste toestellen worden in 2017 geleverd.

## Dodelijkste vliegtuigongelukken
| Datum       | Land           | Luchtvaartmaatschappij | Vlucht | Toestel            | Inzittenden | Doden | Gewonden |
| ----------- | -------------- | ---------------------- | ------ | ------------------ | ----------- | ----- | -------- |
| 9 januari   | Iran           | Iran Air               | 227    | Boeing 727-286Adv  | 105         | 77    | 26       |
| 4 april     | Congo-Kinshasa | Airzena Airways        | 834    | Bombardier CRJ-100 | 33          | 32    | 1        |
| 20 juni     | Rusland        | RusAir                 | 9605   | Tupolev Tu-134     | 52          | 47    | 5        |
| 8 juli      | Congo-Kinshasa | Hewa Bora Airways      | 952    | Boeing 727-30      | 118         | 74    | 44       |
| 7 september | Rusland        | Jak-Service            | 9633   | Jakovlev Jak-42    | 45          | 26    | 2        |

## Vliegtuigorders en -leveringen
| Vliegtuigbouwer | Leveringen | Orders |
| --------------- | ---------- | ------ |
| Airbus          | 534        | 1419   |
| ATR             | 54         | 157    |
| Boeing          | 477        | 805    |
| Bombardier      | 245        | 249    |
| Embraer         | 204        | nb     |